# 埃利斯維爾 (密蘇里州)
埃利斯維爾（英語：Ellisville）是位於美國密蘇里州聖路易斯縣的城市。

## 人口
根據2020年美國人口普查的數據，埃利斯維爾的面積為11.31平方千米，皆為陸地。當地共有人口9985人，而人口密度為每平方千米883人。